# Altella hungarica
Espèce
Altella hungarica est une espèce d'araignées aranéomorphes de la famille des Argyronetidae.

## Distribution
Cette espèce se rencontre en Hongrie, en Allemagne, en France, en Ukraine et en Russie européenne.

## Description
Le mâle holotype mesure 1,85 mm.
La femelle décrite par Ponomarev, Prokopenko et Shmatko en 2017 mesure 2,9 mm.

## Systématique et taxinomie
Cette espèce a été décrite par Loksa en 1981.

## Étymologie
Son nom d'espèce lui a été donné en référence au lieu de sa découverte, la Hongrie.

## Publication originale
- Loksa, 1981 : « The spider fauna of the Hortobágy National Park (Araneae). » The fauna of the Hortobágy National Park, Akademiai Kiadó, Budapest, vol. 1, p. 321-339.